# Gerda Roux
Pour les articles homonymes, voir Roux.
Gerda Roux, née le 4 décembre 1973, est une archère sud-africaine.

## Carrière
Elle est médaillée de bronze en arc à poulie individuel femmes lors des Championnats du monde de tir à l'arc 2013 à Belek ainsi qu'en arc à poulie par équipes femmes lors des Championnats du monde de tir à l'arc en salle 2014 à Nîmes.

## Vie privée
Elle est mariée à l'archer Patrick Roux, également médaillé de bronze en arc à poulie lors des Mondiaux de 2013.